# Nghi Lương
Nghi Lương (tiếng Trung: 宜良县, Hán Việt: Nghi Lương huyện) là một huyện thuộc Côn Minh, tỉnh Vân Nam, Cộng hòa Nhân dân Trung Hoa. Diện tích huyện này là 1880 km2, dân số năm 2003 là 410.000 người. Chính quyền huyện đóng trấn Khuông Viễn.

## Các đơn vị hành chính

### Trấn
- Khuông Viễn (匡远镇)
- Bắc Cổ Thành (北古城镇)
- Nam Dương (南羊镇)
- Cẩu Nhai (狗街镇)
- Thanh Trì (汤池镇)

### Cáchương
- Mã Nhai (马街乡)
- Hương dân tộc Di và Miêu Cảnh (Huỳnh, Quýnh) Gia Doanh (耿家营彝族苗族乡)
- Hương Cửu (九乡)
- Hương dân tộc Di và Hồi (彝族回族乡)
- Hương Trúc Sơn (竹山乡)